# Richard Taruskin
Richard Taruskin, né le 2 avril 1945 à New York et mort le 1er juillet 2022 à Oakland, est un musicologue, historien de la musique et critique américain qui a écrit à propos de la théorie de l'interprétation, la musique russe, la musique du XVe siècle, la musique du XXe siècle, le nationalisme, la théorie du modernisme et l'analyse. 
En tant que chef de chœur, il a dirigé le Collegium Musicum de l'université Columbia. Il joue de la viole de gambe avec l'Ensemble Aulos de la fin des années 1970 à la fin des années 1980. Richard Taruskin reçoit son Baccalauréat magna cum laude (1965), son master (1968) et son doctorat de musicologie historique (1976) de l'université Columbia.

## Origines
Il naît dans une famille de descendants d'immigrants juifs venus de l'Empire russe. Sa famille paternelle provient de l'actuelle Lettonie (Dvinsk) du gouvernement de Vitebsk et sa famille maternelle, de l'actuelle Ukraine. Ses parents sont originaires de New York: sa mère Beatrice, née Filler (1912-2006), enseignait le piano et son père, Benjamin Joseph Taruskin (1909-1982), était avocat et violoniste amateur. Richard Taruskin prend ses premières leçons de piano auprès de sa mère. À l'âge de 11 ans, il étudie le violoncelle à l'école de musique et d'art de Manhattan (en). Dans les années 1970-1980, il joue de la viole de gambe dans le Aulos Ensemble.

## Carrière
La vaste étude de Richard Taruskin, Stravinsky and the Russian Traditions: A Biography of the Works through Mavra (1996) montre qu'Igor Stravinsky a puisé plus abondamment dans le matériau du folklore russe que ce qui a déjà été reconnu, et analyse les tendances historiques qui ont causé Stravinsky de ne pas s'ouvrir au sujet de certains de ces emprunts.
Richard Taruskin a également beaucoup écrit pour les lecteurs profanes, notamment de nombreux articles dans The New York Times, dont beaucoup ont été collectés dans le Text and Act (dans lequel il est un critique influent des prémices du mouvement de l'« interprétation historiquement informée » en musique classique), The Danger of Music and Other Anti-Utopian Essays [« Le danger de la musique et d'autres essais anti-utopique »], et On Russian Music [« Sur la Musique russe »]. Ses écrits abordent fréquemment des questions sociales, culturelles et politiques en lien avec la musique — par exemple, la question de la censure. Une instance spécifique a été le débat sur John Adams, l'opéra The Death of Klinghoffer (Voir, par exemple, « The Klinghoffer Controversy », dans Thomas May (éd.), The John Adams Reader (Amadeus Press, 2006), p. 297–339. L'article original de Richard Taruskin paru dans The New York Times en 2001, y est reproduit et avec un long post-scriptum, dans The Danger of Music.)

## Prix et distinctions
Richard Taruskin a reçu de nombreuses bourses d'études, notamment le prix Noah Greenberg (1978) de l'American Musicological Society, le prix Alfred Einstein (1980), la Dent Medal (1987), l'ASCAP-Prix Deems Taylor (1988, 2005) et en 1997 et 2006 le prix Kinkeldey de l'American Musicological Society. Sur la faculté de l'Université Columbia jusqu'en 1986, il a déménagé en Californie en tant que professeur de musicologie à l'Université de Californie, à Berkeley. Il a pris sa retraite de Berkeley à la fin de 2014. En 2017, il est le récipiendaire du Prix Kyoto dans le domaine des Arts et de la Philosophie .

## Publications

### Livres
- Opera and Drama in Russia: As Preached and Practiced in the 1860s (Ann Arbor, UMI Research Press, 1981 ; rééd., University of Rochester Press, 1993)
- Music in the Western World: A History in Documents, compilé par R. Taruskin et P. Weiss (Schirmer, 1984 ; 2e éd., Thomson/Schirmer, 2008)
- Musorgsky: Eight Essays and an Epilogue (Princeton University Press, 1993)
- Text and Act (Oxford University Press, 1995)
- (en) Stravinsky and the Russian Traditions : A Biography of the Works Through Mavra, t. 2, Oxford, Oxford University Press/University of California Press, 1996, xxiii-996 (ISBN 0-19-816250-2, OCLC 926930823, lire en ligne) rééd. Kinkeldey winner, 1997
- Defining Russia Musically: Historical and Hermeneutical essays (Princeton University Press, 1997)
- The Oxford History of Western Music (6 vols., Oxford University Press, 2005, 2009 ; 2e éd., 5 vol., 2010) (Kinkeldey winner, 2006)
- The Danger of Music: And Other Anti-Utopian Essays (University of California Press, 2009)
- On Russian Music (University of California Press, 2009)
- S. Karlinsky, Freedom from Violence and Lies: Essays on Russian Poetry and Music, éd. R. P. Hughes, T. A. Koster et R. Taruskin (Academic Studies Press, 2013)
- W. J. Allanbrook, The Secular Commedia: Comic Mimesis in Late Eighteenth-Century Music, éd. M. A. Smart et R. Taruskin (University of California Press, 2014)
- (en) Russian Music at Home and Abroad : New Essays, Oakland, University of California Press, 2016, 560 p. (ISBN 978-0-520-28808-9, OCLC 939277870, lire en ligne)

### Articles
- « Chernomor to Kashchei: Harmonic Sorcery ; or, Stravinsky’s Angle », dans Journal of the American Musicological Society 38, no 1 (1985), p. 72-142
- « From Subject to Style: Stravinsky and the Painters », dans Confronting Stravinsky: Man, Musician, and Modernist, éd. de Jann Pasler, p. 16–38, Berkeley, Los Angeles/Londres, University of California Press, 1986,  (ISBN 0-520-05403-2).